# Hausdorffrum
I topologi og relaterede områder i matematikken er et Hausdorffrum (også kaldet et separeret rum eller T2-rum) et topologisk rum i hvilket forskellige punkter har disjunkte omegne; for euklidisk rum (og for den sags skyld for generelle metriske rum) betyder betingelsen, at det givet to forskellige punkter er muligt at finde tilstrækkeligt små kugler om hvert punkt, som snitter tomt, hvilket i dette tilfælde altid er muligt – se også billedet nedenfor. "Hausdorffbetingelsen" er det oftest benyttede og diskuterede af separationsaksiomerne. Betingelsen medfører entydighed af grænseværdi af følger, net og filtre.
Hausdorffrum er opkaldt efter Felix Hausdorff, som var blandt topologiens grundlæggere. Hausdorffs oprindelige definition på et topologisk rum (fra 1914) medtog Hausdorffbetingelsen som aksiom.

## Definitioner
Antag at X er et topologisk rum. Lad x og y være punkter i X. Punkterne siges at være adskilt af omegne, hvis der eksisterer en omegn U om x og en omegn V om y, så U og v er disjunkte (U ∩ V = {\displaystyle \varnothing }).
X kaldes et Hausdorffrum (eller blot Hausdorff), hvis to vilkårlige forskellige punkter i X kan adskilles af omegne. Denne betingelse er det tredje separationsaksiom, efter T0 og T1, hvorfor Hausdorffrum også kaldes T2-rum.
Et relateret men svagere begreb er begrebet preregulært rum. X kaldes preregulær, hvis to topologisk skelnelige punkter kan adskilles af omegne. Preregulære rum kaldes også R1-rum. Sammenhængen mellem de to begreber er den følgende: Et topologisk rum er Hausdorff hvis og kun hvis det er både preregulært og Kolmogorov (dvs. forskellige punkter er topologisk skelnelige). Et topologisk rum er preregulært, hvis og kun hvis dets Kolmogorovkvotient er Hausdorff.

## Eksempler og modeksempler
Næsten alle rum, der optræder i matematisk analyse er Hausdorff; det vigtigste eksempel er de reelle tal (med topologien fra metrikken). Mere generelt er alle metriske rum Hausdorff. De fleste rum, der bruges i analyse, såsom topologiske grupper og topologiske mangfoldigheder, har Hausdorffbetingelsen i definitionen.
Et simpelt eksempel på en topologi, der er T1 men ikke Hausdorff, er den koendelige topologi på en uendelig mængde. I denne topologi er de åbne mængder de mængder, hvis komplement er endeligt.
I modsætning til i analysen forekommer i abstrakt algebra og algebraisk geometri rum, der end ikke er preregulære; eksempelvis som Zariskitopologien på en algebraisk varietet eller spektret af en ring. De optræder også i modelteorien i intuitionistisk logik.